# Allée Louis-Aragon
Ne doit pas être confondu avec Place Louis-Aragon.
L’allée Louis-Aragon est une voie du 1er arrondissement de Paris, en France.

## Situation et accès
L’allée Louis-Aragon est une voie publique située dans le 1er arrondissement de Paris. Cette allée est située le long du jardin des Fleurs dans le jardin des Halles et débouche rue Clémence-Royer.

## Origine du nom

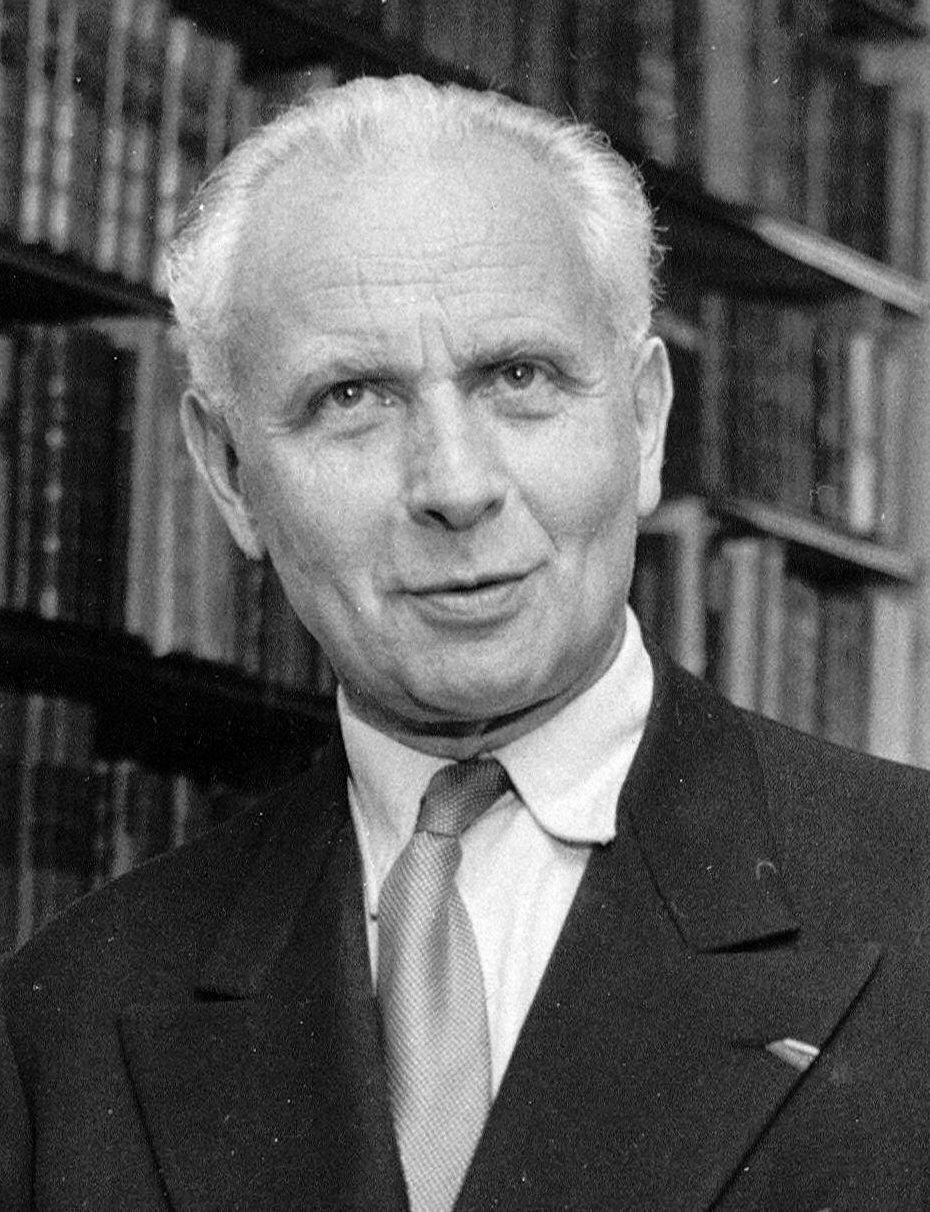
Louis Aragon.

Elle porte le nom de l’écrivain français Louis Aragon (1897-1982).

## Historique
Cette voie publique est située dans le secteur des Halles.
Provisoirement dénommée « voie Z/1 », cette voie a reçu son nom actuel par l’arrêté municipal du 28 août 1985.
Cette voie publique fait partie d’un ensemble d’« allées » dédiées à des écrivains :
1. l’allée André-Breton dédiée à André Breton,
2. l’allée Federico-Garcia-Lorca dédiée à Federico García Lorca,
3. l’allée Jules-Supervielle dédiée à Jules Supervielle,
4. l’allée Louis-Aragon dédiée à Louis Aragon
5. l’allée Saint-John-Perse dédiée à Saint-John Perse.

Cependant, les amis posthumes de l’écrivain ne sont pas contentés d’une simple « allée » et ont obtenu la création d’une place Louis-Aragon située dans l’île Saint-Louis (4e arrondissement de Paris) qui fut inaugurée en 2012, année du trentième anniversaire de la mort de l’écrivain.

## Bâtiments remarquables et lieux de mémoire
- Une fontaine Aragon est située en contrebas de l’allée.

## Pour approfondir